# Franska öppna 2009

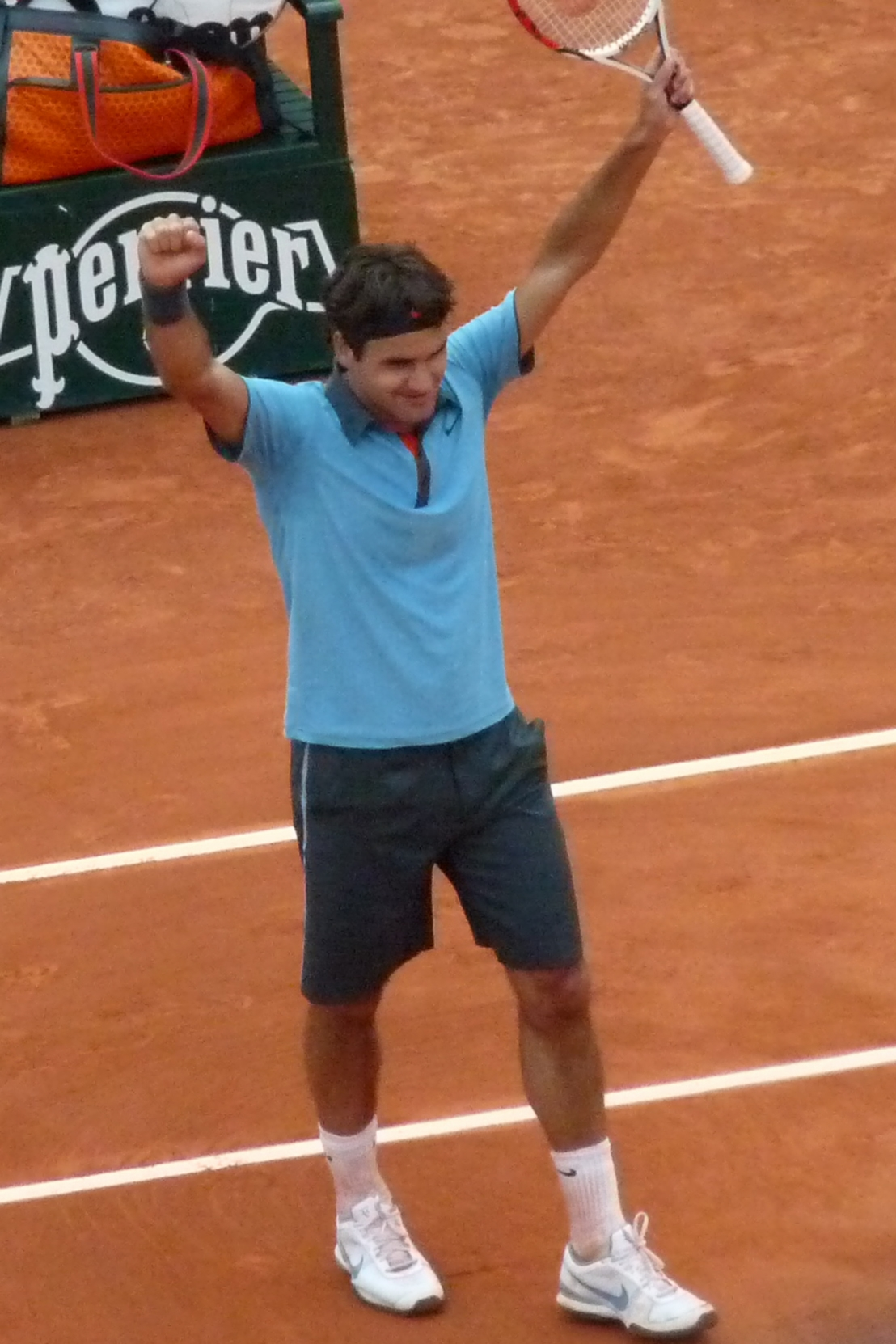
Mästaren i franska öppna 2009 Roger Federer från Schweiz, under matchen mot Juan Martín del Potro.

Tennisturneringen Franska öppna 2009 var den 108:e upplagan av den franska Grand Slam-turneringen på grus och avgjordes på Stade Roland Garros i Paris mellan 24 maj och 7 juni 2009.

## Seedning
Turneringens åtta bästa spelare på dam respektive herrsidan rankades enligt följande;
Damsingel

1 - Ana Ivanovic - Serbien

2 - Serena Williams - USA

3 - Dinara Safina - Ryssland

4 - Elena Dementieva - Ryssland

5 - Jelena Jankovic - Serbien

6 - Venus Williams - USA

7 - Vera Zvonareva - Ryssland

8 - Svetlana Kuznetsova - Ryssland

Herrsingel

1 - Roger Federer - Schweiz

2 - Robin Söderling - Sverige

3 - Novak Djokovic - Serbien

4 - Andy Murray - Skottland

5 - Juan Martin Del Potro - Argentina

6 - Andy Roddick - USA

7 - Gilles Simon - Frankrike

8 - Fernando Verdasco - Spanien

## Seniorer

### Herrsingel
Under finalen i herrsingel mellan Roger Federer och Robin Söderling rusade den spanske medborgaren Jaume Marquet Cot, mer känd under aliaset Jimmy Jump, in på planen och försökte sätta en Barcelonamössa på Federers huvud.